# Леонард Гофстедтер
Доктор Леонард Лікі Гофстедтер — вигаданий персонаж телесеріалу «Теорія великого вибуху», якого зіграв актор Джонні Галекі. Леонард — фізик-експериментатор, він ділить квартиру з колегою і другом Шелдоном Купером (Джим Парсонс). Персонажі Леонарда і Шелдона отримали свої імена на честь продюсера Шелдона Леонарда,, а прізвище Гофстедтер запозичене в лауреата Нобелівської премії Роберта Хофстедтер.
Леонард і Шелдон є головним комічним дуетом кожного епізоду серіалу. Пенні (Кейлі Куоко), сусідка Леонарда і Шелдона,дуже цікавить Леонарда і їх стосунки є рушійною силою всього серіалу.

## Особистість
Леонард родом з Нью-Джерсі. Він працює фізиком-експериментатором у Каліфорнійському технологічному інституті і живе в одній квартирі з Шелдоном Купером у Пасадені, штат Каліфорнія. Він, як правило, носить окуляри в чорній оправі, толстовки з куртками зверху, штани або джинси та футболки з малюнками на наукові теми.
Хоча Леонард почуває себе комфортно в товаристві Шелдона, який не любить спілкуватися з людьми, він хоче бути більш соціально активним. Тому Пенні відразу ж викликала в нього інтерес, який пізніше став взаємним.
На початку серіалу Леонард не хотів, щоб Пенні дізналася про його специфічні інтереси (як-от клінгонський боггл), позаяк не хотів здатися їй занудою. Рівень його соціальних навичок набагато вищий, ніж у Шелдона (який часто не в змозі зрозуміти прості норми етикету), Раджа (який може говорити з жінками тільки під впливом алкоголю) або Говарда (який занадто настирливий у флірті з жінками).
Леонард вміє грати на віолончелі. В одному з епізодів Леслі Вінкл, вдавши, що хоче повторити з ним етюд, спокусила Леонарда.
Леонард має безліч ексклюзивних іграшок із всесвіту Зоряних воєн, повне зібрання книг про Супермена, а також пілотний костюм колоніста з серіалу Зоряний крейсер «Галактика». На початку серіалу Леонард спробував позбутися від своєї колекції, щоб справити враження на Пенні, але передумав, побачивши її з іншим хлопцем.
Леонард знає Шелдона краще, ніж інші його друзі, позаяк прожив з ним кілька років (у 22-й серії третього сезону згадується, що з моменту знайомства Леонарда і Шелдона пройшло близько семи років), і часто пояснює іншим мотиви його поведінки, а також виступає в ролі посередника між ним та іншими людьми в найрізноманітніших ситуаціях. Наприклад, коли Пенні і Шелдон серйозно посварилися, Леонард дав Пенні номер телефону матері Шелдона. Пенні попросила її напоумити сина, і війна між Шелдоном і Пенні закінчилася.
Найнеприємніше захворювання Леонарда - непереносність лактози; він уникає навіть невеликих порцій молочних продуктів, включаючи сир, йогурт, масло та морозиво; крім того, йому не можна їсти кукурудзу і диню — всі ці продукти викликають у нього  печію та метеоризм. Леонард також носить окуляри через  короткозорість і без них майже нічого не бачить. Одного разу, коли в кінотеатрі Говард випадково розчавив загублені Леонардом окуляри, той мусив повернутися додому за запасними, з чим йому допомогли Говард і Радж, які скеровували його за допомогою відеокамери. В одному з епізодів Леонард стверджує, що його турбує апное уві сні. Коли Леонард зустрічався з Леслі Вінкл, він говорив їй, що багато його родичів померли від серцево-судинних захворювань і, таким чином, у нього є до них генетична схильність.

## Сім'я
Всі члени сім'ї Леонарда — вчені, за винятком його брата, який працює штатним професором права в Гарвардській школі права.
Його мати, доктор Беверлі Гофстедтер — психіатр та невролог, вона дуже схожа з Шелдоном, зокрема суворою вимовою, відсутністю розуміння деяких соціальних ситуацій, увагою до деталей. Здебільшого через неї, за словами Леонарда, його дитинство було важким. Через те, що його мати не брала звичайних речей, Леонард ніколи не святкував свій день народження, навіть коли був дитиною, і, коли вона приїжджала до нього, то не була вражена дослідженнями Леонарда, назвавши їх неоригінальними. Леонард розповів Пенні, що, коли він був молодший, то побудував «машину для обіймів», аби компенсувати брак любові своєї матері. Беверлі каже, що брат Леонарда і сестра успішніші у своїх областях, ніж він. Брат Леонарда, Майкл, професор у Гарвардській юридичній школі та готується стати наймолодшим суддею апеляційного суду в історії Нью-Джерсі, а його сестра є передовим медичним дослідником, що працює над теорією лікування діабету на прикладі гібонів.
Батько Леонарда не згадується, відомо тільки, що він антрополог. Шелдон зазначив, що друге ім'я Леонарда, «Лікі», походить від знаменитого археолога Луїса Лікі, з яким працював батько Леонарда.
Про інших членів родини Леонарда майже нічого не відомо, було лише кілька посилань: у першому епізоді, Шелдон і Леонард обговорювали бабусю Леонарда, яка відвідала їх на День подяки минулого року. У неї Хвороба Альцгеймера. Під час першого візиту Беверлі, вона говорить Леонарду, що його дядько Флойд помер, що значно засмучує Леонарда (за його словами, Флойд був єдиним членом сім'ї, з ким у нього були хороші стосунки). Леонард також має декілька інших дядьків, про яких Шелдон каже, що всі вони дуже лисі (хоча Леонард стверджує, що його тітка «одна з найволохатіших жінок у світі»).

## Робота
IQ Леонарда - 173 , він отримав свій  докторський ступінь, коли йому було 24 роки.
Леонард працює фізиком-експериментатором. У роботі він часто використовує лазери, наприклад гелій-неоновий лазер або лазер на вільних електронах. Теми його досліджень варіюються від  конденсату Бозе-Ейнштейна до основ квантової механіки для м'яких космічних променів на рівні моря та розробки нового ракетного палива.
Його помилки при запуску секретного палива в ракету Говарда призвели до несправності ліфта в їхньому будинку, який зламаний вже кілька років, також, його спробу спростувати існування темної матерії оскаржив в роботі інший фізик. З усім тим, він розв'язав суперечність, зміцнив доказ існування гіпотетичної матерії за допомогою фотоелектронного помножувача, і його запросили ключовим доповідачем на конференцію Інституту експериментальної фізики завдяки успішному дослідженню надплинних твердих тіл, де він продемонстрував різнобічні знання  теоретичної фізики.

## Відносини
У стосунках з жінками Леонард зазвичай дуже сором'язливий, але постійно знаходиться в пошуках нової подруги.
Пенні привернула Леонарда на перших хвилинах своєї появи. Його захоплення Пенні стає основним сюжетом серіалу протягом перших трьох сезонів. До кінця першого сезону Леонард, нарешті, запросив Пенні на перше побачення. Згодом вони розлучилися, тому що Пенні відчувала, що вона була не такою розумною, як хотілося Леонарду.
Крім Пенні у Леонарда були стосунки ще з декількома дівчатами. У декількох епізодах згадується його давня дівчина Джойс Кім. Згадувалося, що вони зустрічалися 27 днів, але вона виявилася шпигункою Північної Кореї.
Спочатку, коли Леонард зрозумів, що Пенні не для нього, він звернув увагу на свою колегу Леслі Вінкл. Його пропозиція щодо стосунків вона відхилила  і згодом використала його тільки для занять сексом.
У другому сезоні у Леонарда були стабільні стосунки з доктором Стефані Барнетт. Попри те, що їхні стосунки були гладкими та навіть отримали позитивну думку від Шелдона, Леонард відчував себе незатишно зі Стефані і вони розлучилися.
У фіналі другого сезону, перед тримісячною експедицією Леонарда на північний полюс, Пенні нарешті зізналася в почуттях до Леонарду, але зберегла це в таємниці.
У третьому сезоні Леонард і Пенні, нарешті, почали романтичні стосунки та вперше займалися сексом, але вони розлучилися після того, як Леонард передчасно сказав Пенні, що він любить її, і вона зрозуміла, що вона поки не може сказати йому того ж. Незабаром після розриву, Леонард мав невеликий зв'язок на одну ніч з фізиком, яка приїхала до Шелдона. Але це не позначилося на дружбі з Пенні.
Також Леонард мав зв'язок з молодшою сестрою  Раджа, Прією, попри обіцянку Говарду і Раджу не заводити з нею жодних стосунків. Відносини були уривчасті — вони існували лише під час рідкісних приїздів Прії в Лос-Анджелес. Проте наприкінці 4-го сезону вони стали повноцінною парою.

## Цікаві факти
- Головні герої серіалу названі іменами Шелдон і Леонард на честь знаменитого актора і телепродюсера Шелдона Леонарда.
- Прізвище Леонарда збігається з прізвищем іншого американського фізика-експериментатора  Роберта Хофстедера, лауреата  Нобелівської премії з фізики 1961 «За основоположні дослідження з розсіювання електронів на атомних ядрах і пов'язаних з ними відкриттів в області структури нуклонов».
- Ім'я Леонард, в англійській транскрипції є гру слів та оксюморон: Леон — лев та нерд — зануда, «ботанік». У нелюбові до свого імені герой зізнається в одному з епізодів [25].
- В одній із серій Леонард згадав, що в його роду є коріння індіанців Черокі. Цікавий той факт, що у північноамериканських індіанців немає ферменту, необхідного для правильного перетравлення лактози. Можливо в цьому причина того, що у Леонарда  непереносимість лактози.
- У 9 серії 1 сезону в кімнаті у Леонарда в шафі можна помітити найпершу модель комп'ютера Macintosh.